# Microsphaeropsis
Microsphaeropsis är ett släkte av svampar. Microsphaeropsis ingår i familjen Montagnulaceae, ordningen Pleosporales, klassen Dothideomycetes, divisionen sporsäcksvampar och riket svampar.
| Microsphaeropsis | \| \| Microsphaeropsis arundinis \| \| \| \| \| \| Microsphaeropsis callista \| \| \| \| \| \| Microsphaeropsis conielloides \| \| \| \| \| \| Microsphaeropsis onychiuri \| \| \| \| \| \| Microsphaeropsis ulmicola \| \| \| \| \| \| Microsphaeropsis hellebori \| \| \| \| |
|                  | \| \| Microsphaeropsis arundinis \| \| \| \| \| \| Microsphaeropsis callista \| \| \| \| \| \| Microsphaeropsis conielloides \| \| \| \| \| \| Microsphaeropsis onychiuri \| \| \| \| \| \| Microsphaeropsis ulmicola \| \| \| \| \| \| Microsphaeropsis hellebori \| \| \| \| |
|                  | Winterella |
|                  | |
|                  | Phaeodothis |
|                  | |
|                  | Montagnula |
|                  | |
|                  | Kalmusia |
|                  | |
|                  | Bimuria |
|                  | |
|                  | Paraphaeosphaeria |
|                  | |
|                  | Paraconiothyrium |
|                  | |
|                  | Microsphaeropsis arundinis |
|                  | |
|                  | Microsphaeropsis callista |
|                  | |
|                  | Microsphaeropsis conielloides |
|                  | |
|                  | Microsphaeropsis onychiuri |
|                  | |
|                  | Microsphaeropsis ulmicola |
|                  | |
|                  | Microsphaeropsis hellebori |
|                  | |

|  | Microsphaeropsis arundinis    |
|  |                               |
|  | Microsphaeropsis callista     |
|  |                               |
|  | Microsphaeropsis conielloides |
|  |                               |
|  | Microsphaeropsis onychiuri    |
|  |                               |
|  | Microsphaeropsis ulmicola     |
|  |                               |
|  | Microsphaeropsis hellebori    |
|  |                               |